# Martvili (gemeente)
Martvili (Georgisch: მარტვილის მუნიციპალიტეტი, Martvilis moenitsipaliteti) is een gemeente in het noordwesten van Georgië met circa 29.895 inwoners (2024), gelegen in de regio Samegrelo-Zemo Svaneti. De gemeente heeft een oppervlakte van 880,6 km² en ligt op de zuidrand van de Grote Kaukasus bergketen, meer specifiek het Egrisigebergte, waar deze overgaat in het Colchis-laagland. De gelijknamige stad is het bestuurlijk centrum van de gemeente.

## Geschiedenis
Na het uiteenvallen van het Koninkrijk Georgië in de 15e eeuw lag het gebied van Martvili in het vorstendom Mingrelië en stond het onder de heerschappij van de adellijke Dadiani-familie. Het werd eeuwenlang feitelijk gedomineerd door het Ottomaanse Rijk, maar vanaf de 18e eeuw verloren zij het gezag. Toen Rusland in 1810 overging tot de annexatie van West-Georgië werd de Russische bestuurlijke indeling langzamerhand ingevoerd die de basis legde voor de hedendaagse indeling.

### In het Russische Rijk

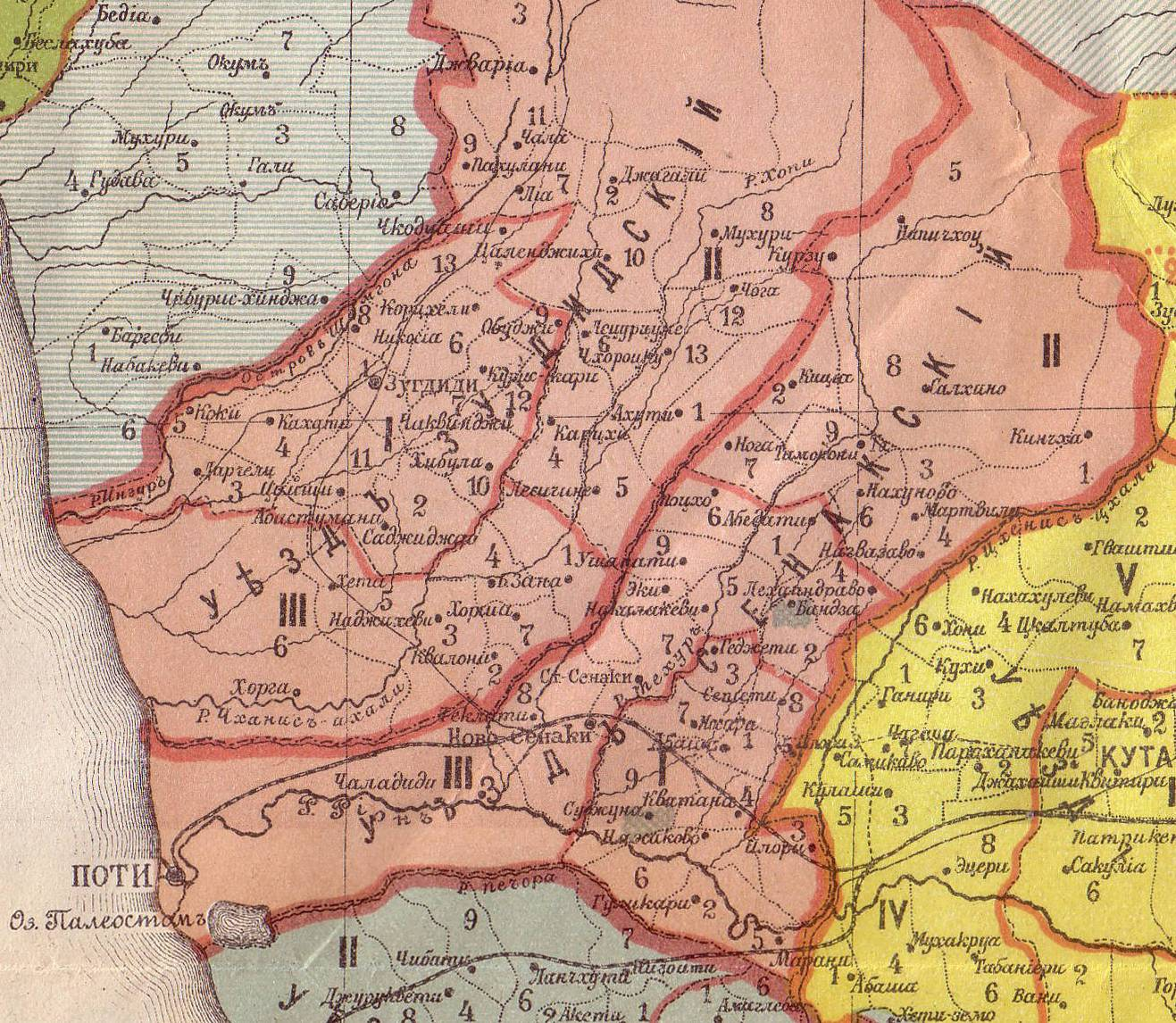
Oejezd Senaki met oetsjastok Martvili (II rechtsboven).

In 1846 werd Mingrelië opgenomen in het nieuwe Gouvernement Koetais dat tot 1917 bestond. Daarbinnen viel het moderne gebied van Martvili tot 1930 onder het oejezd Senaki (ook wel mazra Senaki genoemd in het Georgisch).
Binnen het oejezd Senaki werd het oetsjastok Martvili opgericht, waarmee de contouren van de moderne gemeente geschapen werden. Dit oetsjastok kwam overeen met het noordelijke deel van het moderne Martvili, met de zuidelijke grens tussen de plaatsen Martvili en Bandza dat een zelfstandig district was. Een klein deel van de huidige gemeente, het zuidoosten, was in deze periode ingedeeld bij het oetsjastok Choni in het oejezd Koetais.

### Vorming district Martvili
Er volgden bestuurlijke herindelingen in de periode 1917-1930 door de tussenkomst van de Democratische Republiek Georgië en de vorming van de Sovjet-Unie. De hedendaagse bestuurlijke eenheid werd uiteindelijk in 1930 gevormd met de grote Sovjet districtshervorming toen het als rajon (district) Martvili werd opgericht binnen de Georgische SSR, dat wezenlijk in dezelfde omvang nog zo bestaat.
Rond 1936 werd zowel de plaats als het district Martvili vernoemd naar de revolutionair Aleksi (Sasja) Gegetsjkori (1887-1928) die in de plaats Martvili het gymnasium gevolgd had (Russisch: гегечкорский район; Georgisch: გეგეჭკორის რაიონი). Tijdens de de-sovjetisering van toponiemen in 1990 werd de naam Martvili teruggegeven. In 1995 werd het district ingedeeld bij de nieuw gevormde regio (mchare) Samegrelo-Zemo Svaneti, en in 2006 werd het district bestuurlijk omgevormd in een gemeente.

## Geografie

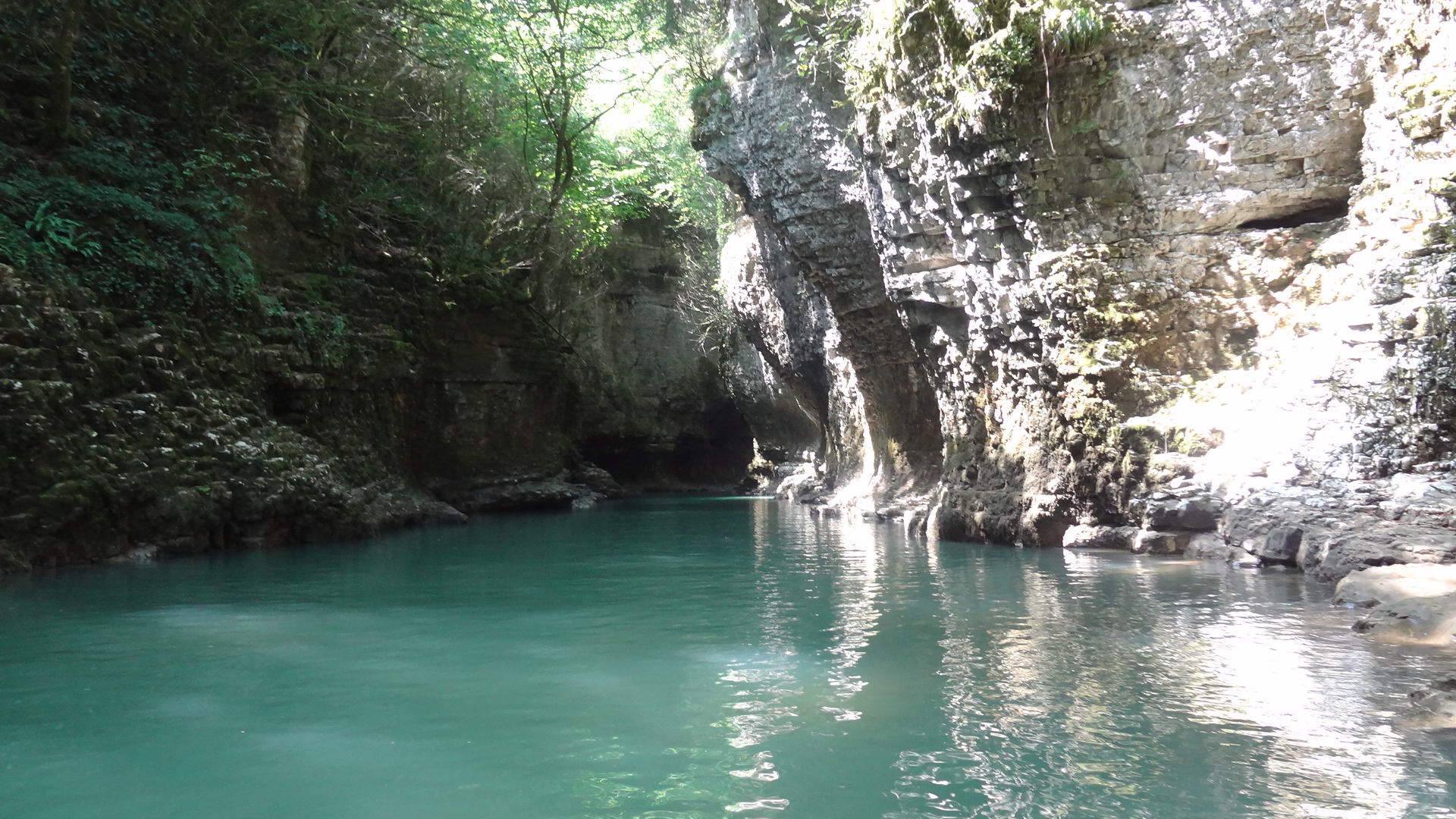
De Martvilikloof is een bekende bezienswaardigheid.

Martvili grenst in het westen aan de gemeente Tsjchorotskoe, in het zuiden aan Senaki en Abasja, in het oosten aan Choni (regio Imereti en in het noorden aan Tsageri en Lentechi (beiden regio Ratsja-Letsjchoemi en Kvemo Svaneti).

### Egrisigebergte en Colchislaagland

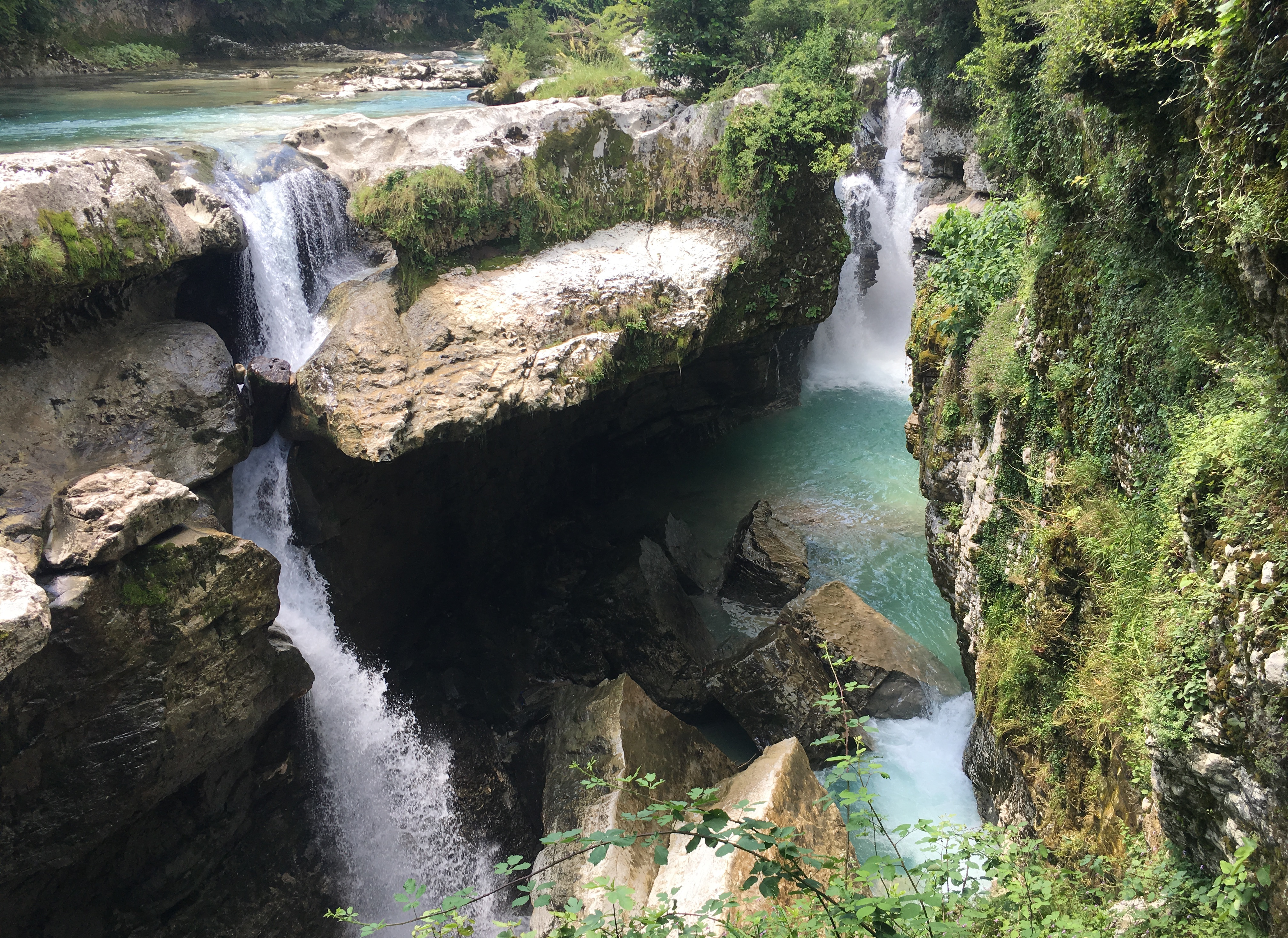
Watervallen in de Martvilikloof.

Het noordelijke deel van Martvili ligt in het Egrisigebergte, een subgebergte van de Grote Kaukasus, terwijl het zuidelijke deel in het Colchis-laagland ligt. De hoogste berg van de gemeente is de Techoerisjdoedi (3.002 meter) in het Egrisigebergte op de driegemeentengrens met Tsjchorotskoe en Lentechi. Deze berg is de bron van de Techoeririvier die door de gemeente stroomt.
Behalve de Techoeri stromen nog andere rivieren door de gemeente, zoals de Abasja, die door de Martvilikloof stroomt, een van de belangrijkste natuurbezienswaardigheden in de gemeente. Daarnaast vormt de rivier de Tschenistskali, die diep uit de Grote Kaukasus komt, de regiogrens met Imereti en de gemeente Choni. Dit zijn allen rechterzijrivieren van de Rioni.
In het zuidwesten van de gemeente ligt de Ascha-heuvelrug die bestaat uit karst en kalksteen en een maximale hoogte heeft van ongeveer 600 meter boven zeeniveau. Hier zijn watervallen, kloven en mineralen te vinden. De heuvelrug is ook de fysieke scheiding tussen de Techoeri en Abasja rivieren. De zuidelijke helft van de gemeente ligt in het noordoostelijke deel van de Colchis-vlakte, die vanuit het zuiden naar het noorden geleidelijk omhoog loopt van ongeveer 60 meter boven de zeespiegel tot heuvels van 400-600 meter boven zeeniveau. Vrijwel alle grotere plaatsen van de gemeente liggen in dit zuidelijke deel.

## Demografie
Begin 2024 telde de gemeente Martvili 29.895 inwoners, een daling van ruim 8% ten opzichte van de volkstelling van 2014. Het aantal inwoners in de hoofdplaats Martvili daalde met 7% in dezelfde periode.
| Gemeente Martvili                                                       | -     | 49.400 | 47.777 | 49.167 | 47.797 | 46.009 | 44.627 | 33.463 | 31.766 | 29.895 |  |  |  |  |
|                                                                         |       |        |        |        |        |        |        |        |        |        |  |  |  |  |
| Martvili                                                                | 1.514 | 1.660  | 5.062  | 2.984  | 3.156  | 6.036  | 5.609  | 4.425  | 4.203  | 3.980  |  |  |  |  |
| Verantwoording data: Bevolkingsstatistiek Georgië 1897 tot heden. Noot: |       |        |        |        |        |        |        |        |        |        |  |  |  |  |

### Etniciteit en religie
De bevolking van Martvili was volgens de volkstelling van 2014 vrijwel geheel mono-etnisch Georgisch (99,8%), waarbij enkele tientallen Russen de voornaamste etnische minderheid zijn. Volgens dezelfde volkstelling was 99,3% van de bevolking Georgisch-Orthodox. De enige geloofsminderheid waren enkele tientallen jehova's.

## Administratieve onderverdeling

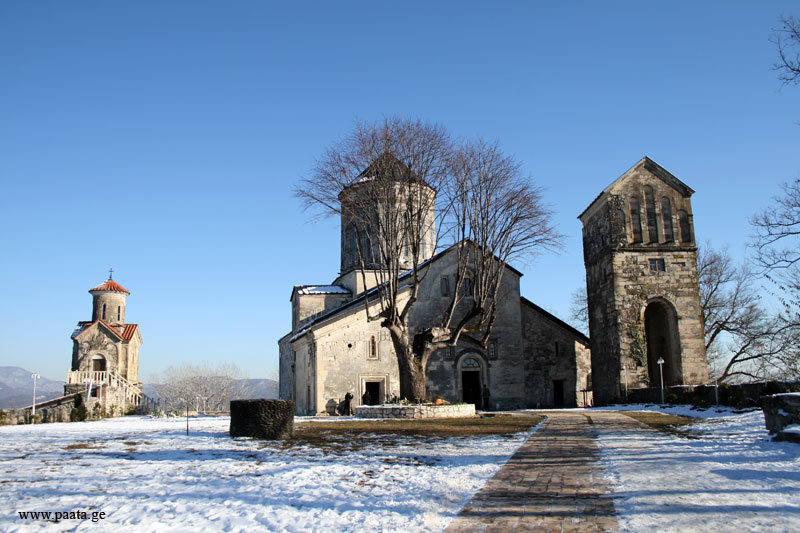
Martvili klooster

De gemeente Martvili is administratief onderverdeeld in 20 gemeenschappen (თემი, temi) met in totaal 74 dorpen (სოფელი, sopeli) en één stad (ქალაქი, kalaki), het bestuurlijk centrum Martvili.

## Bestuur
De gemeenteraad van Martvili (Georgisch: საკრებულო, sakreboelo) wordt elke vier jaar gekozen in een gemengd kiesstelsel. Een deel wordt via enkelvoudige kiesdistricten gekozen en een deel via evenredige vertegenwoordiging van gesloten partijlijsten, waarvoor een kiesdrempel geldt van drie procent. Martvili was inn 2021 een van de zeven gemeenten waar de heersende Georgische Droom geen meerderheid wist te behalen.
| Samenstelling Sakreboelo (zetels per partij) | Samenstelling Sakreboelo (zetels per partij) | Samenstelling Sakreboelo (zetels per partij) | Samenstelling Sakreboelo (zetels per partij) | Samenstelling Sakreboelo (zetels per partij) |
| Partij                                       | Partij                                       | 2014                                         | 2017                                         | 2021                                         |
| -------------------------------------------- | -------------------------------------------- | -------------------------------------------- | -------------------------------------------- | -------------------------------------------- |
|                                              | Georgische Droom (GD)                        | 19                                           | 19                                           | 15                                           |
|                                              | Verenigde Nationale Beweging (UNM)           | 8                                            | 10                                           | 11                                           |
|                                              | Voor Georgië                                 |                                              |                                              | 5                                            |
|                                              | Boerdzjanadze - Verenigde Oppositie          | 6                                            |                                              |                                              |
|                                              | Overige partijen                             | 3                                            | 8                                            | 5                                            |
| Totaal                                       | Totaal                                       | 36                                           | 37                                           | 36                                           |

## Bezienswaardigheden

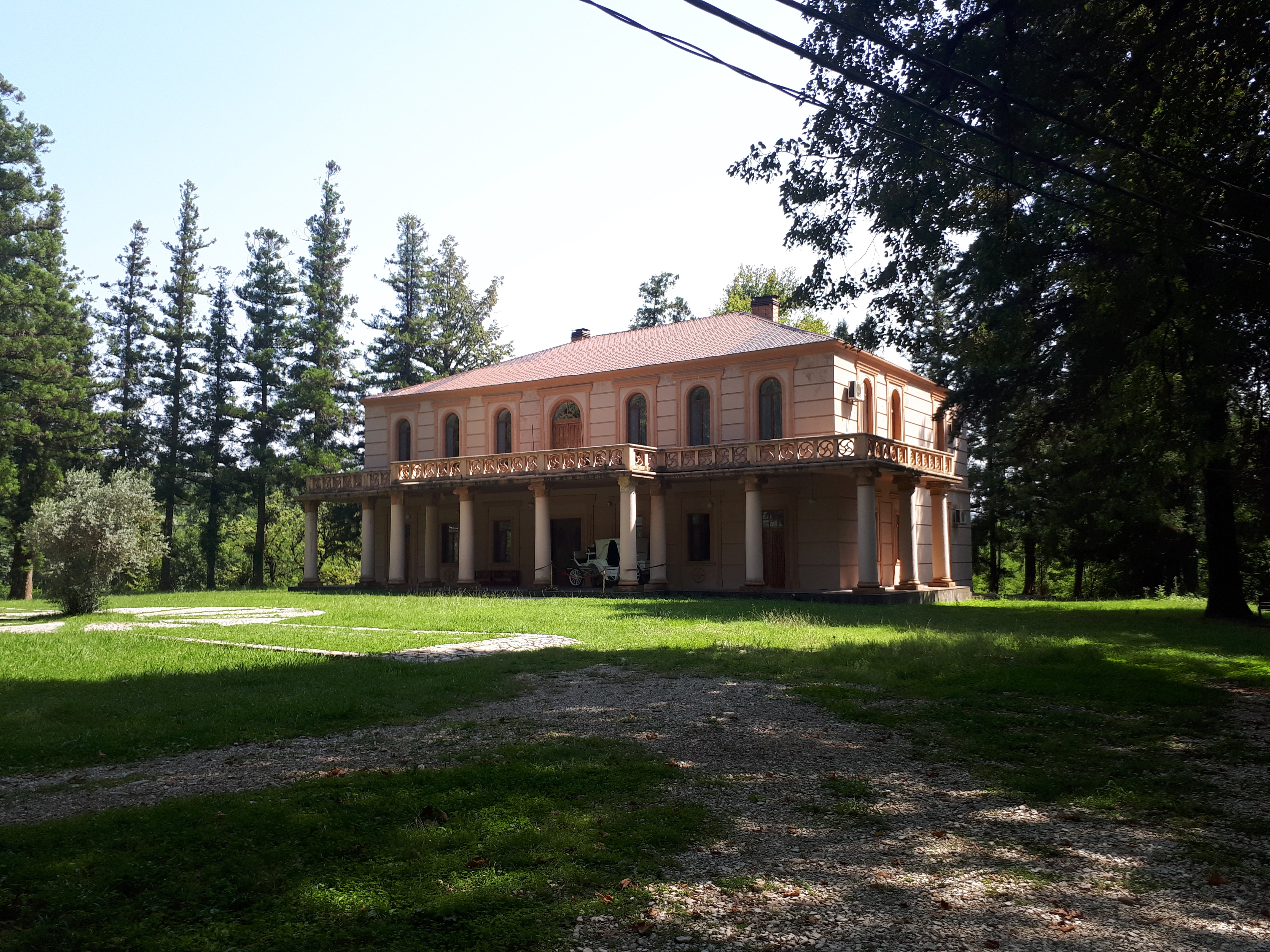
Dadianipaleis in Salchino

In de gemeente zijn naast natuurschoon verschillende bezienswaardigheden:
- Martviliklooster, een klooster op een heuvelrug bij Martvili, gebouwd in de 6e-7e eeuw.[25]
- Dadianipaleis. Een zomerresidentie uit de 19e eeuw van het adellijke geslacht Dadiani in Salchino, 14 kilometer ten noorden van Martvili.[26]
- Martvilikloof, een kloof in de Abasja-rivier en een van de hoofdattracties van de gemeente.[7]
- Lebarde, een balneologisch kuuroord op 1.600 meter hoogte in het Egrisigebergte.
- Verschilende watervallen, kastelen en kerken.
- De grote maar inactieve synagoge in Bandza, een dorp waar ooit een grote Joodse gemeenschap woonde.[27]

## Vervoer
Door de ligging in het Colchis-laagland is de gemeente goed aangesloten op het regionale wegennetwerk. Het plaatsje Bandza is een kruispunt van regionale hoofdwegen zoals de nationale route Sh4 uit Abasja, de nationale route Sh5 uit Senaki en de nationale route Sh52 uit Koetaisi. 